# Fræer
Fræer er en lille landsby i Himmerland, beliggende i Rebild Kommune, der tilhører Region Nordjylland. Der er omkring 50 husstande i landsbyen, og Fræer Kirke ligger i den syd-vestlige del af byen.
Den tyske besættelsesmagt byggede under 2. verdenskrig nogle bunkeranlæg i engen ved Fræer.
Sejlstrup Fræer Borgerlaug afholder årlige julearrangementer i Fræer forsamlingshus/Fræer aktivitetshus.